# Kometernas jul
Kometernas jul (danska: Kometernes jul) är en dansk julkalender från TV 2, som visades julen 2021. Julkalendern producerades av Nordisk Film Series, TV 2 och Niels Bohr-institutet på Köpenhamns universitet med Trin Hjortkjær Thomsen som producent och Ask Hasselbalch som regissör efter ett manus av Jenny Lund Madsen.
Skaparna av julkalendern har hämtat inspiration från filmer som E.T. the Extra-Terrestrial, Grinchen – julen är stulen, Bigfoot och Hendersons och Star Wars.

## Handling
De fyra barnen Mie, Johannes, Noor och Elias deltar i en "Astro Camp", som är en två veckor lång naturvetenskaplig kurs med fokus på astrofysik. Men något blir fel, för vid en olycka blir Mie och Johannes teleporterade till en fjärran Planet 9.
Från varsitt håll i universum måste nu de fyra barnen kämpa mot klockan, naturlagarna och en listig tech-guru för att kunna återförenas innan det är försent.

## Rollista
- Søs Egelind – Bolette-Henriette
- Martin Greis – Panda-Søren
- Molly Blixt Egelind – Anna
- Shireen Rasool Elahi Panah – Noor
- Bertil Smith – Elias
- Anna Frederikke Heerulff Christiansen – Lille Mie
- Luca Reichardt Ben Coker – Lille Johannes
- Alice Finn Caspersen – Store Mie
- Oscar Dietz – Store Johannes
- Lotte Andersen – Mette
- Kurt Ravn – Viggo V.
- Laura Bro – Kirsten
- Kerstin Jannerup Gjesing – Mathilde
- Dan Jakobsen – Lille Tanja
- Nicklas Søderberg Lundstrøm – Store Tanja
- Adam Eld Rohweder – Tom
- Morten Hemmingsen – Laurids, Johannes pappa
- Janus Nabil Bakrawi – Karim, Noors pappa
- Özlem Saglanmak – Agnete
- Marcuz Jess Petersen – Buster Båster
- Emma Grant-Rosendahl – Alba
- Marco Simphiwe Winther Almind – Pelle
- Arthur Ditlev Wadstrøm – Simon
- Petrine Agger – Karen
- Amira Jasmina Jensen – Ivanka
- Lars Bendix – äldre vakt
- Iris Mealor Olsen – Ella
- Mikkel Hilgart – Niels, Mettes son
- Mingus Hassing Hellemann – tonårig kille
- Anne Västar Høyer – kvinnlig polis
- Zaki Nobel Meabil – manlig polis

### Svenska röster
- Benthe Börjesson Liebert – Mie som yngre
- Albin Modin – Johannes som yngre
- Mikaela Tidermark Nelson – Mie som äldre
- Theodor Strid – Johannes som äldre
- Alexander Avre Carlsson – Elias
- Malva Goldmann – Noor
- Victor Segell – Panda-Sören
- Jennie Jahns – Bolette-Henriette
- Jennifer Sherwood – Mathilde
- Daniel Sjöberg – Tanja
- Anna Rydgren – Mette
- Beata Harryson – Kirsten
- Anton Olofson Raeder – Tom
- Elif Grahn – Anna
- Steve Kratz – Viggo V
- Melker Duberg – Buster
- Anton Olofson Raeder – Mo
- Leo Hallerstam – Karim
- Daniel Sjöberg – Laurids

- Övriga röster – Anders Öjebo, Axel Adelöw, Carla Abrahamsen, Frida Sandén, Folke Inghammar, Juni Kinell, Lizette Pålsson, Ludvig Johansson Wiborg, Malin Güettler, Oskar Nilsson, Pablo Cepeda, Patrik Berg Almkvisth, Rasmus Liljeholm Güettler, Thea Gotensjö
- Introsång – Oskar Nilsson
- Översättning – Eva Brise
- Regisserande tekniker – Jonne Wilkinson
- Mix – John Strandskov
- Svensk version producerad av Iyuno[3][4]

## Produktion
Inspelningarna inleddes i slutet av 2020.

## Avsnitt
| Nr | Originaltitel           | Svensk titel              |
| -- | ----------------------- | ------------------------- |
| 1  | Ud i rommet             | Ut i rymden               |
| 2  | Drøm eller virkelighed? | Dröm eller verklighet?    |
| 3  | Planet 9                | Planet 9                  |
| 4  | Dronning Mette          | Drottning Mette           |
| 5  | Flycorp                 | Flycorp                   |
| 6  | Magilium                | Magilium                  |
| 7  | Ægget Tanja             | Ägget Tanja               |
| 8  | En ny ven               | En ny vän                 |
| 9  | Buster Båster           | Buster Baster             |
| 10 | Den store mission       | Den stora utmaningen      |
| 11 | Et magisk sted          | Ett magiskt ställe        |
| 12 | I de forkerte hænder    | I fel händer              |
| 13 | Lys i mørket            | Ett ljus i mörkret        |
| 14 | De udvalgte             | De utvalda                |
| 15 | Jorden kalder           | Jorden kallar             |
| 16 | Ude godt, hjemme bedst  | Borta bra, men hemma bäst |
| 17 | Forklædt som voksen     | Förklädd till vuxen       |
| 18 | Problemer i paradis     | Problem i paradiset       |
| 19 | Bag fjendens linjer     | Bakom fiendens linjer     |
| 20 | Ud af boksen            | Utanför lådan             |
| 21 | Team Kometerne          | Team Kometerna            |
| 22 | Kufferten               | Väskan                    |
| 23 | Jul på hjul             | Jul på hjul               |
| 24 | Dejlig er Jorden        | Härlig är jorden          |